# Президентские выборы в Сальвадоре (2004)
Президентские выборы в Сальвадоре проходили 21 марта 2004 года. В результате уже в 1-м туре победу одержал кандидат Националистического республиканского альянса Антонио Сака, получивший 57,7 % голосов.

## Результаты
| Кандидат                             | Партия                                                                 | Голоса    | %     |
| ------------------------------------ | ---------------------------------------------------------------------- | --------- | ----- |
| Антонио Сака                         | Националистический республиканский альянс                              | 1 314 436 | 57,71 |
| Шафик Хорхе Хандаль                  | Фронт национального освобождения имени Фарабундо Марти                 | 812 519   | 35,68 |
| Гектор Сильва Аргуелло               | Объединённый демократический центр /Христианско-демократическая партия | 88 737    | 3,90  |
| Хосе Рафаэль Зелайя                  | Национальная коалиционная партия                                       | 61 781    | 2,71  |
| Недействительных/пустых бюллетеней   | Недействительных/пустых бюллетеней                                     | 40 508    | -     |
| Всего                                | Всего                                                                  | 2 277 473 | 100   |
| Зарегистрированных избирателей/ Явка | Зарегистрированных избирателей/ Явка                                   | 3 442 330 | 67,3  |
| Источник: Nohlen                     |                                                                        |           |       |